# 長松院 (彦根市)
長松院（ちょうしょういん）は、滋賀県彦根市中央町に所在する曹洞宗の寺院である。寺紋は丸に左三階松。山号は萬年山、本尊は釈迦如来（釈迦牟尼仏）。
慶長7年（1602年）に彦根藩初代井伊直政が、戦傷により破傷風にかかり病没、その遺意により当時暴れ川であった芹川の三角州にて荼毘に付された。その跡地に創建された寺院が長松院である。
故事によると、善利川（現芹川）の中州において、慶長7年2月1日、井伊直政が42歳にして死去、生前より遺言されていた当地において火化し骨灰遺物を埋葬、塚を建立しその傍に廬を建てる。国臣脇、越石、秋山の三氏をこの守護となす。同年3月8日、甲斐国より禅僧として名高い貴山永胤大和尚を開山に迎え、井伊直継によって同年6月28日に禅堂をつくり祥壽院（井伊直政の戒名、祥壽院殿清涼泰安大居士より）とした。のちに萬年山長松院と改め、現在に至る。なお、萬年山の「萬」は直政が徳川家康の小姓をしていた時代の名「萬千代」から、また長松院の「松」は幼名「虎松」からとられている。
享保5年（1720年）6月25日、文化14年（1817年）11月26日の2度の大火によりその大半を焼亡したが、当山15世香山俊長大和尚の代に檀徒との話し合いのもと再興された。
本尊は釈迦牟尼仏で、境内地には子供の守り本尊である地蔵菩薩、火伏の神様である可睡斎より分祀した三尺坊秋葉権現、墓地内には直政を荼毘に付した記念碑、本堂には魚籃観音や十六羅漢像、聖観音菩薩、文殊菩薩、その他にも貴重な仏像が安置されている。中でも秘仏とされた千体阿弥陀如来像は、享保3年（1718年）2月、蜂須賀宗英（阿波徳島藩第7代藩主）より阿弥陀堂補修のための金100両とともに寄進されたものである。寺の言い伝えによれば、宗英の養女である元姫の菩提を弔うための寄進であったといわれる。
井伊家の家臣であった家系のものだけでなく、豪商や町人衆の檀家も多い。

## 伽藍と境内
本堂玄関から入ると正面には、当時方丈が登城の際に使った朱塗りの籠が飾られ、また大本山總持寺独住四世中興牧牛素童大和尚直筆の額などが飾られている。山門には曹洞宗中興の祖とされる月舟宗胡大和尚揮毫の「萬年山」の額、法堂には千丈実厳禅師揮毫による「正覚殿」の額が飾られており、常額寺（常に額を掲げているお寺）としての格の高さがうかがえる。
当院は彦根の中央に位置し、末寺5か寺を有する。
客間には、「赤鬼」と敵に恐れられた赤備えの武者姿を描いた井伊直政の掛軸、庫裡の玄関には韋駄天、烏枢沙摩明王が祀られている。また本堂玄関から入ると正面には、当時住職が登城の際に使ったであろう朱塗りの籠が飾られ、また大本山總持寺独住四世中興牧牛素童大和尚直筆の額などが飾られている。
本堂は122畳あり、滋賀県内でも有数の大きな法堂としても有名である。本堂内には井伊直政の位牌をはじめ井伊直弼、井伊直中など主だった当主の位牌がならぶ。墓地内には直政を荼毘に付した記念碑、また井伊家重鎮で直政が亡くなった時に早馬を駆けさせ徳川家康にその死を報告した三浦家の分家の墓や、藩の御用学者の墓など、歴史的価値のあるものも多い。
文政8年に奉納された天井絵は飛竜が描かれているが、保存状態が悪く原形をとどめてはいない。

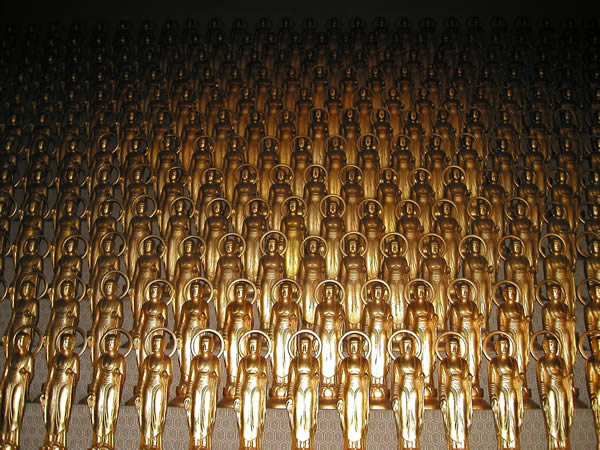
千躰阿弥陀如来像

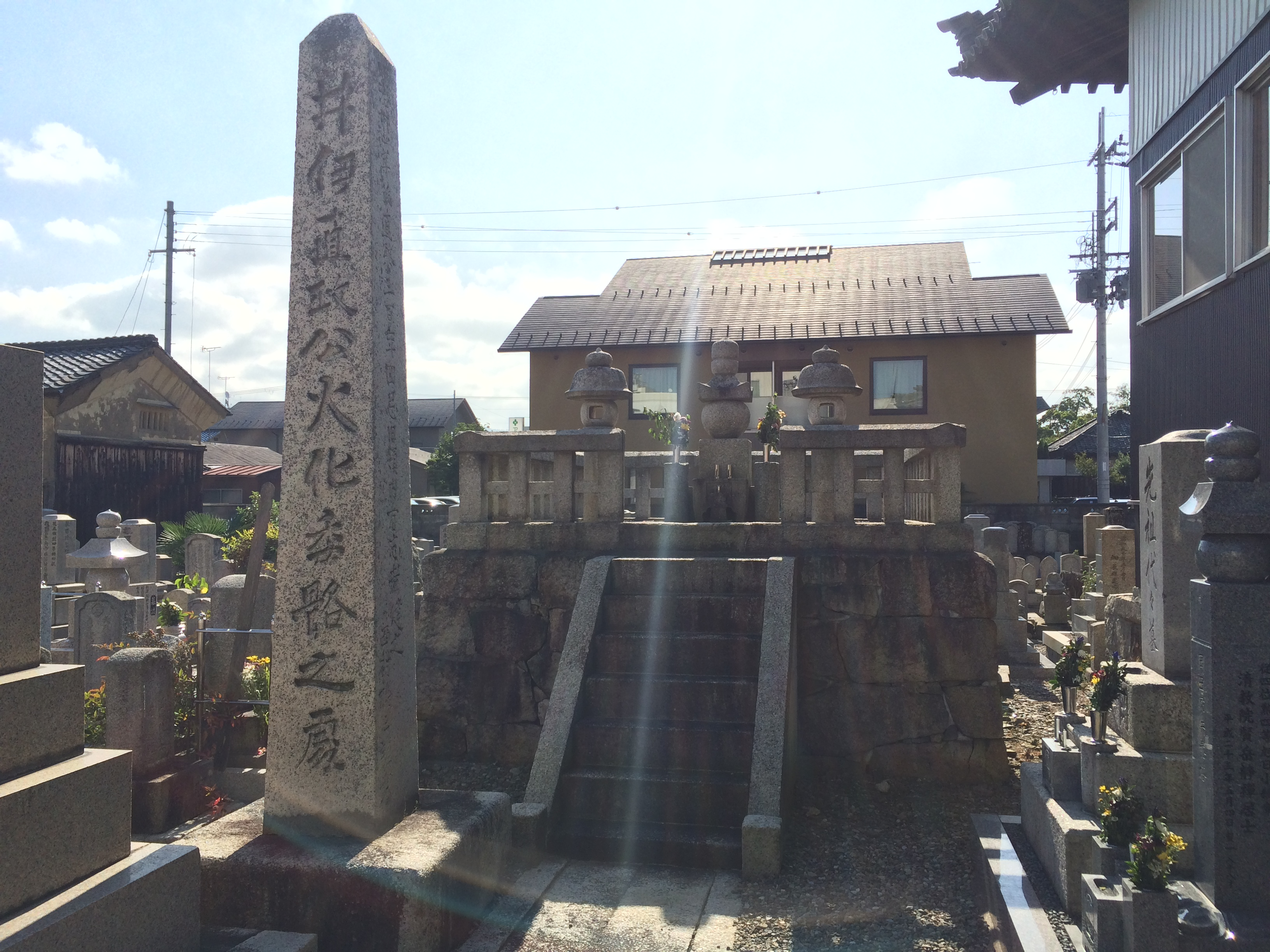
井伊直政の灰塚

## アクセスおよび周辺情報
- JR東海道本線・近江鉄道本線 彦根駅より徒歩15分
- 名神高速道路 彦根インターチェンジより10分
- 彦根城まで徒歩10分